# Пивоварова, Александра Игоревна
Алекса́ндра И́горевна Пивова́рова, более известная как Са́ша Пивова́рова (род. 21 января 1985, Москва, СССР) — российская супермодель, одна из самых знаменитых и востребованных моделей в мире. Единственная модель, участвовавшая в рекламной кампании Prada шесть сезонов подряд. Сашу Пивоварову называют «моделью-инопланетянкой», так как она имеет нестандартное лицо: треугольное, с миндалевидными глазами, высоким лбом и высокими, выступающими скулами.

## Биография
В детстве Александра мечтала стать художником. После школы она поступила в РГГУ на факультет истории искусства. В период учёбы она познакомилась с фотографом Игорем Вишняковым и вышла за него замуж.
После того, как Игорь Вишняков в 2005 году сфотографировал Александру и передал снимки в международное модельное агентство IMG, началась её модельная карьера: спустя всего две недели она уже открывала шоу Prada в Милане (Италия).
Хотя Александре пришлось оставить институт, рисовать она продолжает. Модель много путешествует, посещает лучшие музеи мира и студии рисования. Она рисует повсюду: на бумаге, салфетках, блокнотах и кусочках бумаги и всем, чем придется: карандашом, углём, даже кофе или вином.
В 2011 году создала линию пижам с принтами из собственных рисунков для компании GAP.
В рейтинге мировых топ-моделей влиятельного американского веб-сайта модельной индустрии Models.com Пивоварова указана в разделе «Иконы индустрии», так же как и другая российская топ-модель — Ирина Шейк.

## Личная жизнь
Муж — художник и фотограф Игорь Вишняков. 12 мая 2012 года в Нью-Йорке Александра родила дочь. Девочку назвали Миа Айсис. 1 июля 2019 года в своём инстаграм Саша поделилась фото своей второй беременности. 5 ноября 2019 года родила вторую дочь, которую назвали София Афина.
Саша является вегетарианкой и не употребляет спиртные напитки. Своим секретом красоты она считает полный отказ от алкоголя и рациональное использование косметики.
24 февраля 2022 года, в день начала вторжения России на Украину опубликовала фотографию флага Украины в своём аккаунте в Instagram.

## Рекламные кампании
Снялась в рекламной кампании Prada. Уже несколько сезонов она является лицом косметики Giorgio Armani, компании Olay и Tiffany. Участвовала в показах дома Gucci, Chanel, Alexander McQueen, Christian Dior, Calvin Klein, Donna Karan, Louis Vuitton, Marc Jacobs, Ralph Lauren, Chloe, Valentino, Givenchy, Jean-Paul Gaultier, Miu Miu, Hermès, Kenzo, Viktor & Rolf, Dolce&Gabbana, Balenciaga, Zac Pozen, Fendi и Yohji Yamamoto. В течение двух лет Пивоварова появлялась на обложках российского, британского, австралийского, итальянского, французского и японского Vogue. В 2008 году стала лицом сентября календаря Pirelli под названием «Жемчужины Востока». Александра также является лицом осенне-зимней коллекции 2011—2012 Reserved.

## Фильмография
| Год  |     | Русское название | Оригинальное название | Роль                      |
| ---- | --- | ---------------- | --------------------- | ------------------------- |
| 2011 | ф   | Время            | In Time               | Клара, тёща Филиппа Уайса |
| 2015 | кор | Ограбление       | The Heist             | модель                    |